# Liste des intercommunalités de l'Orne

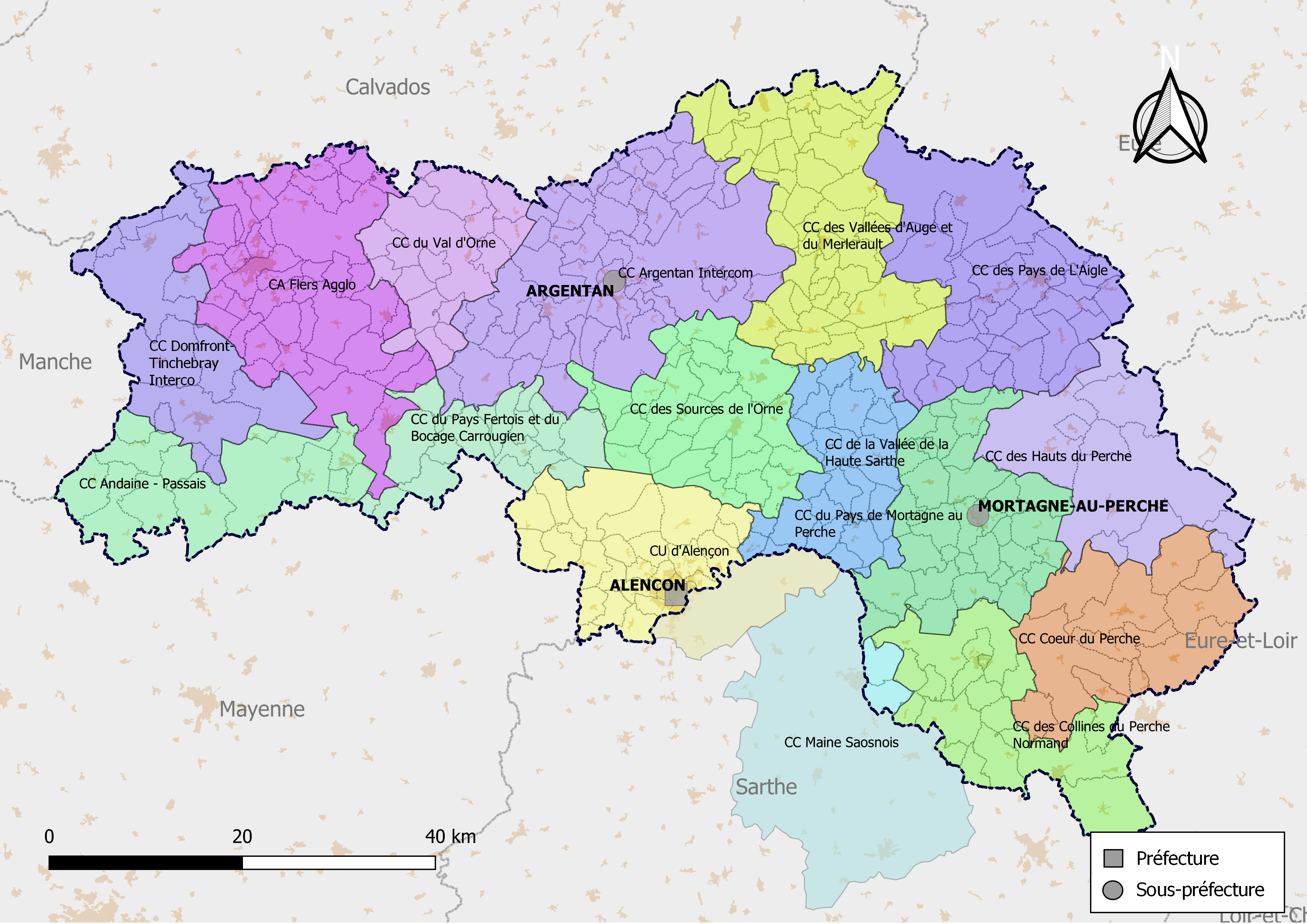
Carte des EPCI de l'Orne au 1er janvier 2019.

Depuis le 1er janvier 2017, le département de l'Orne compte 15 établissements publics de coopération intercommunale à fiscalité propre dont le siège est dans le département (une communauté urbaine transrégionale, une communauté d'agglomération et 13 communautés de communes). Par ailleurs 2 communes sont groupées dans une intercommunalité dont le siège est situé hors département et région.

## Intercommunalités à fiscalité propre
| Forme juridique                                           | Nom                                        | no SIREN  | Date de création | Nombre de communes         | Population (der. pop. légale) | Superficie (km2) | Densité (hab./km2) | Siège                     | Président             |
| --------------------------------------------------------- | ------------------------------------------ | --------- | ---------------- | -------------------------- | ----------------------------- | ---------------- | ------------------ | ------------------------- | --------------------- |
| Communauté urbaine                                        | CU d'Alençon                               | 246100663 | 31 décembre 1996 | 31 (dont 5 dans la Sarthe) | 55 435 (2021)                 | 461,70           | 120                | Alençon                   | Joaquim Pueyo         |
| Communauté d'agglomération                                | Flers Agglo                                | 200035814 | 1er janvier 2013 | 42                         | 52 946 (2021)                 | 567,70           | 93                 | Flers                     | Yves Goasdoue         |
| Communauté de communes                                    | CC Argentan Intercom                       | 200068450 | 1er janvier 2017 | 49                         | 33 237 (2021)                 | 715,10           | 47                 | Argentan                  | Laurent Beauvais      |
| Communauté de communes                                    | CC des Pays de L'Aigle                     | 200068468 | 1er janvier 2017 | 32                         | 25 189 (2021)                 | 546,50           | 46                 | L'Aigle                   | Jean Sellier          |
| Communauté de communes                                    | CC Domfront Tinchebray Interco             | 200071520 | 1er janvier 2017 | 15                         | 15 805 (2021)                 | 366,90           | 43                 | Tinchebray-Bocage         | Jérôme Nury           |
| Communauté de communes                                    | CC des Vallées d'Auge et du Merlerault     | 200069458 | 1er janvier 2017 | 42                         | 14 184 (2022)                 | 531,90           | 27                 | Vimoutiers                | Marie-Thérèse Mayzaud |
| Communauté de communes                                    | CC du Pays de Mortagne au Perche           | 200036069 | 1er janvier 2013 | 33                         | 13 515 (2021)                 | 402,40           | 34                 | Mortagne-au-Perche        | Jean-Claude Lenoir    |
| Communauté de communes                                    | CC Andaine - Passais                       | 200068443 | 1er janvier 2017 | 12                         | 12 950 (2021)                 | 335,30           | 39                 | Juvigny Val d'Andaine     | Sylvain Jarry         |
| Communauté de communes                                    | CC des Collines du Perche Normand          | 200071504 | 1er janvier 2017 | 16                         | 11 954 (2021)                 | 362,40           | 33                 | Val-au-Perche             | Isabelle Thierry      |
| Communauté de communes                                    | CC des Sources de l'Orne                   | 200035111 | 1er janvier 2013 | 23                         | 11 928 (2021)                 | 364,80           | 33                 | Sées                      | Jean-Pierre Fontaine  |
| Communauté de communes                                    | CC Cœur du Perche                          | 200068435 | 1er janvier 2017 | 12                         | 11 113 (2021)                 | 388,40           | 29                 | Rémalard en Perche        | Pascal Pecchioli      |
| Communauté de communes                                    | CC des Hauts du Perche                     | 200068856 | 1er janvier 2017 | 10                         | 7 954 (2021)                  | 387,70           | 21                 | Longny les Villages       | Guy Monhee            |
| Communauté de communes                                    | CC de la Vallée de la Haute Sarthe         | 200035103 | 1er janvier 2013 | 31                         | 7 481 (2021)                  | 278,90           | 27                 | Le Mêle-sur-Sarthe        | Christophe De Balorre |
| Communauté de communes                                    | CC du Val d'Orne                           | 246100390 | 30 décembre 1993 | 17                         | 5 637 (2021)                  | 254,40           | 22                 | Putanges-le-Lac           | Monique Guibout       |
| Communauté de communes                                    | CC du Pays Fertois et du Bocage Carrougien | 200071652 | 1er janvier 2017 | 19                         | 4 853 (2021)                  | 230,70           | 21                 | Carrouges                 | Daniel Miette         |
| Intercommunalité dont le siège est situé hors département |                                            |           |                  |                            |                               |                  |                    |                           |                       |
| Communauté de communes                                    | CC Maine Saosnois                          | 200072676 | 1er janvier 2017 | 51 (dont 2 dans l'Orne)    | 27 534 (2021)                 | 610,10           | 45                 | Marolles-les-Braults (72) | Frédéric Beauchef     |

### Anciennes intercommunalités
| Forme juridique | Nom                                    | Nombre de communes | Siège                          | Date de création | Date de disparition |
| --------------- | -------------------------------------- | ------------------ | ------------------------------ | ---------------- | ------------------- |
| Cdc             | CC du Pays d'Écouves                   |                    |                                |                  | 01/01/2002          |
| Cdc             | CC de la Visance et du Noireau         | 5                  | Chanu                          | 14/10/1993       | 01/01/2013          |
| Cdc             | CC de l'Est Alençonnais                | 7                  | Semallé                        | 13/12/1993       | 01/01/2013          |
| Cdc             | CC du Pays d'Essay                     | 5                  | Essay                          | 29/12/1993       | 01/01/2013          |
| Cdc             | CC du Pays de Tinchebray               | 11                 | Tinchebray                     | 16/05/1994       | 01/01/2013          |
| Cdc             | CC du Pays de L'Aigle                  | 15                 | L'Aigle                        | 24/12/1994       | 01/01/2013          |
| Cdc             | CC de la Haute Varenne et du Houlme    | 10                 | Messei                         | 31/12/1994       | 01/01/2013          |
| Cdc             | CC de la Région de Rânes               | 6                  | Rânes                          | 20/12/1995       | 01/01/2013          |
| Cdc             | CC de la Vallée de la Risle            | 4                  | Sainte-Gauburge-Sainte-Colombe | 26/12/1995       | 01/01/2013          |
| Cdc             | CC du Pays de Courtomer                | 13                 | Courtomer                      | 26/12/1995       | 01/01/2013          |
| Cdc             | CC du Pays de la Marche                | 13                 | Moulins-la-Marche              | 01/01/1996       | 01/01/2013          |
| Cdc             | CC du Pays du Merlerault               | 8                  | Le Merlerault                  | 09/12/1996       | 01/01/2013          |
| Cdc             | CC d'Écouché                           | 15                 | Écouché                        | 12/12/1996       | 01/01/2013          |
| Cdc             | CC du Pays de Mortrée                  | 11                 | Mortrée                        | 12/12/1996       | 01/01/2013          |
| Cdc             | CC du Pays de Sées                     | 12                 | Sées                           | 23/12/1996       | 01/01/2013          |
| Cdc             | CC du Pays Mêlois                      | 14                 | Le Mêle-sur-Sarthe             |                  | 01/01/2013          |
| Cdc             | CC du Pays de Pervenchères             | 6                  | Pervenchères                   | 23/12/1997       | 01/01/2013          |
| Cdc             | CC de la Vallée du Sarthon             | 6                  | Saint-Denis-sur-Sarthon        | 21/12/1998       | 01/01/2013          |
| Cdc             | CC de la Vallée de la Dives            | 16                 | Trun                           | 14/12/1995       | 01/01/2014          |
| Cdc             | CC de la Plaine d'Argentan Nord        | 8                  | Montabard                      | 29/11/1996       | 01/01/2014          |
| Cdc             | CC du Pays d'Argentan                  | 12                 | Argentan                       | 01/01/2001       | 01/01/2014          |
| Cdc             | CC du Bocage d'Athis de l'Orne         | 16                 | Athis-de-l'Orne                | 31/12/1993       | 01/01/2017          |
| Cdc             | CC du Domfrontais                      | 9                  | Domfront                       | 03/12/1993       | 01/01/2017          |
| Cdc             | CC du Perche Sud                       | 12                 | Nocé                           | 29/10/1993       | 01/01/2017          |
| Cdc             | CC du Bocage de Passais la Conception  | 9                  | Passais                        | 23/12/1993       | 01/01/2017          |
| Cdc             | CC du Pays Fertois                     | 12                 | Magny-le-Désert                | 23/12/1994       | 01/01/2017          |
| Cdc             | CC du Val d'Huisne                     | 10                 | Le Theil                       | 23/12/1994       | 01/01/2017          |
| Cdc             | CC du Pays de Longny au Perche         | 13                 | Longny-au-Perche               | 24/12/1994       | 01/01/2017          |
| Cdc             | CC du Haut Perche                      | 15                 | Tourouvre                      | 28/12/1995       | 01/01/2017          |
| Cdc             | CC de la Région de Gacé                | 14                 | Gacé                           | 20/12/1995       | 01/01/2017          |
| Cdc             | CC du Canton de la Ferté Fresnel       | 14                 | La Ferté-Frênel                | 01/01/1996       | 01/01/2017          |
| Cdc             | CC du Pays d'Andaine                   | 14                 | Juvigny-sous-Andaine           | 26/12/1996       | 01/01/2017          |
| Cdc             | CC du Perche Rémalardais               | 12                 | Dorceau                        | 30/12/1996       | 01/01/2017          |
| Cdc             | CC du Bocage Carrougien                | 11                 | Carrouges                      | 27/12/1996       | 01/01/2017          |
| Cdc             | CC du Pays de Briouze                  | 12                 | Briouze                        | 18/11/1997       | 01/01/2017          |
| Cdc             | CC du Pays Bellêmois                   | 16                 | Bellême                        | 31/12/1999       | 01/01/2017          |
| Cdc             | CC du Pays de Camembert                | 19                 | Vimoutiers                     | 10/11/2003       | 01/01/2017          |
| Cdc             | CC du Pays du Haras du Pin             | 16                 | Silly-en-Gouffern              | 17/01/2012       | 01/01/2017          |
| Cdc             | CC des Pays de L'Aigle et de la Marche | 25                 | L'Aigle                        | 01/01/2013       | 01/01/2017          |
| Cdc             | CC des Vallées du Merlerault           | 16                 | Le Merlerault                  | 01/01/2013       | 01/01/2017          |
| Cdc             | CC des Courbes de l'Orne               | 21                 | Écouché                        | 01/01/2013       | 01/01/2017          |
| Cdc             | CC du Canton de Tinchebray             | 15                 | Tinchebray                     | 01/01/2013       | 01/01/2017          |
| Cdc             | CC La Ferté-St Michel                  | 2                  | La Ferté-Macé                  | 01/01/2013       | 01/01/2017          |
| Cdc             | Argentan Intercom                      | 36                 | Argentan                       | 01/01/2014       | 01/01/2017          |
| Total : 44 CC   |                                        |                    |                                |                  | 01/01/2017          |

### Évolution historique

#### 2002
- Suppression de la communauté de communes du Pays d'Écouves le 1er janvier 2002 rejoignant la CC du Pays de Sées

#### 2013
- Création de la communauté de communes des Sources de l'Orne, le 1er janvier 2013 à partir de la fusion de :
  - la communauté de communes du Pays d'Essay (sauf Aunay-les-Bois et Neuilly-le-Bisson qui intègrent la CC de la Vallée de la Haute Sarthe)
  - la communauté de communes du Pays de Mortrée (sauf Vrigny qui intègre la CC du Pays d'Argentan)
  - la communauté de communes du Pays de Sées
  - la commune de Chailloué commune isolée

- Création de la communauté de communes de la Vallée de la Haute Sarthe, le 1er janvier 2013 à partir de la fusion de :
  - la communauté de communes du Pays de Courtomer
  - la communauté de communes du Pays Mêlois
  - les communes d'Aunay-les-Bois et de Neuilly-le-Bisson (issues de la CC du Pays d'Essay)
  - les communes Buré, Hauterive et Saint-Quentin-de-Blavou (issue de la CC ??)

- Suppression de la communauté de communes de l'Est Alençonnais le 1er janvier 2013 rejoignant la CU d'Alençon (sauf Hauterive rejoignant la CC de la Vallée de la Haute Sarthe)

- Suppression de la communauté de communes de la Vallée du Sarthon le 1er janvier 2013 rejoignant la CU d'Alençon

- Création de la communauté de communes des Vallées du Merlerault, le 1er janvier 2013 à partir de la fusion de :
  - la communauté de communes du Pays du Merlerault
  - la communauté de communes de la Vallée de la Risle
  - la commune de La Genevraie (isolée)
  - la commune de Godisson (issue de la CC du Pays de Courtomer)
  - les communes Fay et Mahéru (issues de la CC du Pays de la Marche)

- Création de la communauté de communes des Courbes de l'Orne, le 1er janvier 2013 à partir de la fusion de :
  - la communauté de communes d'Écouché
  - la communauté de communes de la Région de Rânes

- Création de la communauté d'agglomération du Pays de Flers, le 1er janvier 2013 à partir de la fusion de :
  - la communauté d'agglomération du Pays de Flers
  - la communauté de communes de la Haute Varenne et du Houlme

- Création de la communauté de communes du Canton de Tinchebray, le 1er janvier 2013 à partir de la fusion de :
  - la communauté de communes du Pays de Tinchebray
  - la communauté de communes de la Visance et du Noireau (sauf Landisacq qui intègre la CA du pays de Flers)

- Création de la communauté de communes des Pays de L'Aigle et de la Marche, le 1er janvier 2013 à partir de la fusion de :
  - la communauté de communes du Pays de L'Aigle
  - la communauté de communes du Pays de la Marche

- Création de la communauté de communes du Bassin de Mortagne-au-Perche, le 1er janvier 2013 à partir de la fusion de :
  - la communauté de communes du Bassin de Mortagne-au-Perche (sauf Buré qui rejoint la CC de la Vallée de la Haute Sarthe)
  - la communauté de communes du Pays de Pervenchères (sauf La Perrière qui rejoint la CC du Pays Bellêmois, et Saint-Quentin-de-Blavou qui rejoint la CC de la Vallée de la Haute Sarthe)
  - la commune de Coulimer (issue de la CC ??)

#### 2014
- Création d'Argentan Intercom, le 1er janvier 2014 à partir de la fusion de :
  - la communauté de communes du Pays d'Argentan
  - la communauté de communes de la Plaine d'Argentan Nord
  - la communauté de communes de la Vallée de la Dives

#### 2017
L’intercommunalité au 1er janvier 2017 se rationalise et passe de 29 établissements publics de coopération intercommunale (EPCI) à 15.
- Création de la communauté de communes Andaine-Passais, le 1er janvier 2017 à partir de la fusion de :
  - la communauté de communes du Pays d'Andaine
  - la communauté de communes du Bocage de Passais-la-Conception

- Création de la communauté de communes du Pays fertois et du Bocage carrougien, le 1er janvier 2017 à partir de la fusion de :
  - la communauté de communes du Pays Fertois
  - la communauté de communes du Bocage Carrougien

- Création d'Argentan Intercom, le 1er janvier 2017 à partir de la fusion de :
  - Argentan Intercom
  - la communauté de communes des Courbes de l'Orne
  - la communauté de communes du Pays du Haras du Pin

- Extension de Flers Agglo, le 1er janvier 2017 à :
  - la communauté de communes du Bocage d'Athis
  - la communauté de communes de La Ferté-Saint-Michel
  - et aux communes de Briouze, Le Grais, Le Ménil de Briouze, Pointel, Ste Opportune, Lonlay le Tesson et les Monts d'Andaine

- Création de Domfront Tinchebray Interco, le 1er janvier 2017 à partir de la fusion de :
  - la communauté de communes du Canton de Tinchebray
  - la communauté de communes du Domfrontais

- Création de la communauté de communes des Vallées d'Auge et du Merlerault, le 1er janvier 2017 à partir de la fusion de :
  - la communauté de communes du Pays du Camembert
  - la communauté de communes de la Région de Gacé
  - la communauté de communes des Vallées du Merlerault

- Extension de communauté de communes du Val d'Orne, le 1er janvier 2017 :
  - aux communes de Craménil, Faverolles, Lignou, Montreuil au Houlme, St André de Briouze, St Hilaire de Briouze et Les Yveteaux

- Création de la communauté de communes Cœur du Perche, le 1er janvier 2017 à partir de la fusion de :
  - la communauté de communes du Perche Rémalardais
  - la communauté de communes du Perche Sud

- Création de la communauté de communes des Pays de L'Aigle, le 1er janvier 2017 à partir de la fusion de :
  - la communauté de communes des Pays de L'Aigle et de la Marche
  - la communauté de communes du canton de La Ferté-Frênel

- Création de la communauté de communes des Collines du Perche Normand, le 1er janvier 2017 à partir de la fusion de :
  - la communauté de communes du Pays Bellêmois
  - la communauté de communes du Val d'Huisne

- Création de la communauté de communes des Hauts du Perche, le 1er janvier 2017 à partir de la fusion de :
  - la communauté de communes du Haut-Perche
  - la communauté de communes du Pays de Longny-au-Perche

- Communautés de communes dont le périmètre reste inchangé :
  - Communauté de communes des Sources de l'Orne
  - Communauté de communes de la Vallée de la Haute Sarthe
  - Communauté de communes du Bassin de Mortagne-au-Perche

## EPCI sans fiscalité
Au 1er janvier 2020, il existe :

### Syndicats intercommunaux
- 53 syndicat intercommunal à vocation unique (SIVU)

- 1 syndicat intercommunal à vocations multiples (SIVOM) : SIVOM de Bazoches-sur-Hoëne

### Syndicats mixtes
- 29 syndicats mixtes fermés

- 8 syndicats mixtes ouverts

### Autres
- 3 pôles d’équilibre territoriaux et ruraux

- 1 pays : Pays d'Alençon (104  communes - dont 99 dans l'Orne)[18]

- 4 pays dissouts